# Силвареш (Гимарайнш)
Силвареш (порт. Silvares) — район (фрегезия) в Португалии, входит в округ Брага. Является составной частью муниципалитета Гимарайнш. Находится в составе крупной городской агломерации Большое Минью. По старому административному делению входил в провинцию Минью. Входит в экономико-статистический субрегион Аве, который входит в Северный регион. Население составляет 2568 человек на 2001 год. Занимает площадь 4,02 км².
Покровителем района считается Дева Мария (порт. Santa Maria).